# Caddie Dream
Caddie Dream, född 30 april 2005 i Sverige, är en svensk varmblodig travhäst och avelssto. Hon tränades av Stig H. Johansson och kördes oftast av Erik Adielsson.
Caddie Dream tävlade åren 2008–2010 och sprang in 2,9 miljoner kronor på 39 starter varav 13 segrar, 3 andraplatser och 5 tredjeplatser. Hon inledde karriären i mars 2008 med två raka segrar. Hon tog karriärens största seger i Breeders' Crown (2008). Hon kom även på andraplats i Prix d'Angouleme (2010) samt på tredjeplats i Svenskt Trav-Oaks (2008) och Derbystoet (2009).
Efter tävlingskarriären har hon varit avelssto. Hon har gjort sig känd för att lämna framgångsrika avkommor. Hennes första avkomma var Readly Express, född 2012, som bland annat segrat i världens största travlopp Prix d'Amérique. Året därpå föddes hennes nästa avkomma Caddie Lisieux, som bland annat segrat i Stosprintern.